# وادي تورن
وادي تورن يقع على حدود السويد وفنلندا. سُمِّيَ على اسم نهر تورن الذي يتدفق عبر الوادي ويصب في خليج بوثنيه ويسمي الفنلنديون هذا النهر تورينو بينما يسميه السويديون تورن ويبلغ طوله 400 كم.